# الشهابية
قرية الشهابية هي إحدى القرى التابعة لمركز البرلس في محافظة كفر الشيخ في جمهورية مصر العربية. حسب إحصاءات سنة 2006، بلغ إجمالي السكان في الشهابية 6210 نسمة، منهم 3155 رجل و3055 امرأة.